# Tênis de mesa nos Jogos Olímpicos de Verão de 1988
O tênis de mesa estreou em Olimpíadas nos Jogos Olímpicos de Verão de 1988 em Seul, na Coreia do Sul. Quatro eventos foram disputados, dois masculinos e dois femininos.

## Eventos do tênis de mesa
Masculino: Simples | Duplas
Feminino: Simples | Duplas

## Masculino

### Simples masculino
| Pos. | País                | Atletas     |
| ---- | ------------------- | ----------- |
|      | Coreia do Sul (KOR) | Yoo Nam Kyu |
|      | Coreia do Sul (KOR) | Kim Ki Taek |
|      | Suécia (SWE)        | Erik Lindh  |

### Duplas masculino
| Pos. | País                | Atletas                        |
| ---- | ------------------- | ------------------------------ |
|      | China (CHN)         | Chen Longcan Wei Qingguang     |
|      | Iugoslávia (YUG)    | Ilija Lupulesku Zoran Primorac |
|      | Coreia do Sul (KOR) | Ahn Jae Hyung Yoo Nam Kyu      |

## Feminino

### Simples feminino
| Pos. | País        | Atletas     |
| ---- | ----------- | ----------- |
|      | China (CHN) | Chen Jing   |
|      | China (CHN) | Li Huifen   |
|      | China (CHN) | Jiao Zhimin |

### Duplas feminino
| Pos. | País                | Atletas                       |
| ---- | ------------------- | ----------------------------- |
|      | Coreia do Sul (KOR) | Hyun Jung Hwa Yang Young Ja   |
|      | China (CHN)         | Chen Jing Jiao Zhimin         |
|      | Iugoslávia (YUG)    | Jasna Fazlić Gordana Perkučin |

## Quadro de medalhas do tênis de mesa
| Ordem | País              | Medalha de ouro | Medalha de prata | Medalha de bronze | Total |
| ----- | ----------------- | --------------- | ---------------- | ----------------- | ----- |
| 1     | CHN China         | 2               | 2                | 1                 | 5     |
| 2     | KOR Coreia do Sul | 2               | 1                | 1                 | 4     |
| 3     | YUG Iugoslávia    | 0               | 1                | 1                 | 2     |
| 4     | SWE Suécia        | 0               | 0                | 1                 | 1     |